# III liga polska w piłce nożnej, grupa dolnośląsko-lubuska (2013/2014)
III liga, grupa dolnośląsko-lubuska, sezon 2013/2014 – 6. edycja rozgrywek czwartego poziomu ligowego piłki nożnej mężczyzn w Polsce po reorganizacji lig w 2008 roku. Brało w niej udział 18 drużyn z województwa dolnośląskiego i województwa lubuskiego. Walczyły one o miejsce w barażach do II ligi. Ostatnie zespoły spadły odpowiednio do grup: dolnośląskiej i lubuskiej IV ligi. Opiekunem ligi był Dolnośląski Związek Piłki Nożnej. 
Sezon ligowy rozpoczął się w 10 sierpnia 2013 roku, a ostatnie mecze rozegrane zostały w czerwcu 2014 roku.

## Zasady rozgrywek
Zmagania w lidze toczą się systemem kołowym w dwóch rundach – jesiennej i wiosennej. Każda z drużyn rozgrywa z pozostałymi po 2 mecze. Zwycięzca otrzymuje możliwość gry w barażach o II ligę.
Do ligi awansuje mistrz i wicemistrz IV ligi, grupa dolnośląska oraz mistrz i wicemistrz IV ligi, grupa lubuska. Drużyny, które po zakończeniu rozgrywek zajmą w tabeli odpowiednio 14, 15, 16, 17 i 18 miejsce, spadają do właściwej terytorialnie IV ligi i będą w kolejnym sezonie występować w IV lidze. Liczba drużyn spadających z III ligi ulega zwiększeniu o liczbę drużyn, które spadną z II ligi zgodnie z przynależnością terytorialną do Dolnośląskiego lub Lubuskiego ZPN.
Drużyna, które zrezygnuje z uczestnictwa w rozgrywkach, degradowana jest o 2 klasy rozgrywkowe i przenoszona na ostatnie miejsce w tabeli (jeśli rozegrała przynajmniej 50% spotkań sezonu; wtedy mecze nierozegrane weryfikowane są jako walkowery 0:3 na niekorzyść drużyny wycofanej) lub jej wyniki zostają anulowane. Z rozgrywek eliminowana – i również degradowana o 2 klasy rozgrywkowe – jest drużyna, która nie rozegra z własnej winy 3 spotkań sezonu.
Kolejność w tabeli ustala się według liczby zdobytych punktów. W przypadku uzyskania równej liczby punktów przez dwie drużyny, o zajętym miejscu decydują:
a) liczba zdobytych punktów w spotkaniach bezpośrednich,
b) korzystniejsza różnica między zdobytymi i utraconymi bramkami w spotkaniach bezpośrednich,
c) przy uwzględnieniu reguły UEFA, że bramki strzelone na wyjeździe liczone są podwójnie, korzystniejsza różnica między zdobytymi i utraconymi bramkami w spotkaniach bezpośrednich,
d) korzystniejsza różnica bramek we wszystkich spotkaniach z całego cyklu rozgrywek,
e) większa liczba bramek zdobytych we wszystkich spotkaniach z całego cyklu.
W przypadku, gdy dwoma zespołami o jednakowej liczbie punktów są zespoły, których kolejność decyduje o awansie lub spadku, stosuje się wyłącznie zasady określone w punktach a, b i c, a jeżeli one nie rozstrzygną kolejności, zarządza się spotkanie barażowe na neutralnym boisku, wyznaczonym przez Wydział Gier PZPN.
Przy więcej niż dwóch zespołach przeprowadza się dodatkową punktację pomocniczą spotkań wyłącznie między zainteresowanymi drużynami, kierując się kolejno zasadami podanymi punktach a, b, c, d oraz e.
| Uczestnicy sezonu 2012/2013 | Uczestnicy sezonu 2012/2013   | Uczestnicy sezonu 2012/2013 | Uczestnicy sezonu 2012/2013 |
| --------------------------- | ----------------------------- | --------------------------- | --------------------------- |
| ŚLZ                         | Ślęza Wrocław                 | 2                           |                             |
| LDZ                         | Lechia Dzierżoniów            | 3                           |                             |
| PRO                         | Prochowiczanka Prochowice     | 4                           |                             |
| ILR                         | Ilanka Rzepin                 | 5                           |                             |
| FHG                         | Foto-Higiena Gać              | 6                           |                             |
| BIE                         | Bielawianka Bielawa           | 7                           |                             |
| PRŻ                         | Promień Żary                  | 9                           |                             |
| PKN                         | Piast Karnin                  | 10                          |                             |
| KWR                         | KS Bystrzyca Kąty Wrocławskie | 11                          |                             |
| PSŚ                         | Polonia/Sparta Świdnica       | 12                          |                             |
| PTR                         | Polonia Trzebnica             | 131                         |                             |

| Spadek z II ligi zachodniej 2012/2013 | Spadek z II ligi zachodniej 2012/2013 | Spadek z II ligi zachodniej 2012/2013 | Spadek z II ligi zachodniej 2012/2013 |
| ------------------------------------- | ------------------------------------- | ------------------------------------- | ------------------------------------- |
| OŁA                                   | MKS Oława                             | 16                                    |                                       |
| Awans z IV ligi 2012/2013             |                                       |                                       |                                       |
| grupa dolnośląska                     |                                       |                                       |                                       |
| ŻMI                                   | Piast Żmigród                         | 1                                     |                                       |
| KOB                                   | GKS Kobierzyce                        | 2                                     |                                       |
| grupa lubuska                         |                                       |                                       |                                       |
| SGW                                   | KS Stilon Gorzów Wielkopolski         | 1                                     |                                       |
| MOS                                   | Formacja Port 2000 Mostki             | 2                                     |                                       |

| Uczestnicy dołączeni do ligi | Uczestnicy dołączeni do ligi | Uczestnicy dołączeni do ligi | Uczestnicy dołączeni do ligi |
| ---------------------------- | ---------------------------- | ---------------------------- | ---------------------------- |
| ŚL2                          | Śląsk II Wrocław             | PZPN²                        |                              |
| ZA2                          | Zagłębie II Lubin            | PZPN²                        |                              |

Objaśnienia:
1. Pogoń Świebodzin nie zgłosiła się do rozgrywek III ligi, w związku z czym utrzymał się najlepszy spadkowicz.
2. Zgodnie z uchwałą PZPN o rozwiązaniu Młodej Ekstraklasy, rezerwy drużyn grających w najwyższej klasie rozgrywkowej mają wrócić do lig, w których grały przed jej utworzeniem[4].

## Tabela
| Lp. | Drużyna                       | M  | Z  | R  | P  | Bramki | Bramki | Różn. | Pkt | Uwagi             | Bezpośrednio |
| --- | ----------------------------- | -- | -- | -- | -- | ------ | ------ | ----- | --- | ----------------- | ------------ |
| 1   | Ślęza Wrocław (M)             | 34 | 23 | 8  | 3  | 78     | 32     | +46   | 77  | Baraże o II ligę  |              |
| 2   | MKS Oława                     | 34 | 23 | 6  | 5  | 75     | 28     | +47   | 75  |                   |              |
| 3   | KS Stilon Gorzów Wielkopolski | 34 | 23 | 4  | 7  | 75     | 37     | +38   | 73  |                   |              |
| 4   | Zagłębie II Lubin             | 34 | 21 | 5  | 8  | 78     | 28     | +50   | 68  |                   |              |
| 5   | Formacja Port 2000 Mostki     | 34 | 19 | 10 | 5  | 95     | 41     | +54   | 67  |                   |              |
| 6   | Foto-Higiena Gać              | 34 | 16 | 10 | 8  | 55     | 48     | +7    | 58  |                   |              |
| 7   | Piast Żmigród                 | 34 | 15 | 8  | 11 | 51     | 48     | +3    | 53  |                   |              |
| 8   | Śląsk II Wrocław              | 34 | 15 | 7  | 12 | 62     | 53     | +9    | 52  |                   |              |
| 9   | Lechia Dzierżoniów            | 34 | 13 | 9  | 12 | 54     | 44     | +10   | 48  |                   |              |
| 10  | Polonia/Sparta Świdnica       | 34 | 15 | 3  | 16 | 52     | 53     | −1    | 48  |                   |              |
| 11  | Piast Karnin                  | 34 | 13 | 4  | 17 | 51     | 66     | −15   | 43  |                   |              |
| 12  | KS Bystrzyca Kąty Wrocławskie | 34 | 10 | 12 | 12 | 40     | 47     | −7    | 42  |                   |              |
| 13  | Bielawianka Bielawa           | 34 | 8  | 7  | 19 | 37     | 72     | −35   | 31  |                   |              |
| 14  | Polonia Trzebnica             | 34 | 8  | 6  | 20 | 46     | 77     | −31   | 30  |                   |              |
| 15  | Promień Żary                  | 34 | 5  | 10 | 19 | 28     | 70     | −42   | 25  | Spadek do IV ligi |              |
| 16  | Ilanka Rzepin                 | 34 | 6  | 5  | 23 | 40     | 80     | −40   | 23  | Spadek do IV ligi |              |
| 17  | Prochowiczanka Prochowice     | 34 | 5  | 7  | 22 | 43     | 94     | −51   | 22  | Spadek do IV ligi |              |
| 18  | GKS Kobierzyce                | 34 | 4  | 7  | 23 | 34     | 76     | −42   | 19  | Spadek do IV ligi |              |

## Wyniki
| Gospodarz \ Gość              | BIE | KWR | MOS | FHG | KOB | ILR | LDZ | OŁA | PKN | ŻMI | PSŚ | PTR | PRO | PRŻ | SGW | ŚL2 | ŚLZ | ZA2 |
| Bielawianka Bielawa           |     | 1:2 | 1:4 | 1:2 | 1:0 | 2:0 | 0:3 | 0:5 | 3:3 | 0:5 | 0:3 | 1:0 | 0:2 | 2:2 | 2:4 | 0:0 | 1:2 | 0:3 |
| KS Bystrzyca Kąty Wrocławskie | 1:0 |     | 2:2 | 0:1 | 1:1 | 1:1 | 1:0 | 1:0 | 4:0 | 2:1 | 0:0 | 2:2 | 3:0 | 0:0 | 1:3 | 1:3 | 1:3 | 0:4 |
| Formacja Port 2000 Mostki     | 4:1 | 4:1 |     | 0:1 | 5:1 | 7:0 | 6:2 | 0:2 | 3:0 | 1:1 | 2:1 | 3:0 | 5:2 | 1:0 | 0:2 | 3:0 | 2:1 | 0:2 |
| Foto-Higiena Gać              | 3:1 | 2:2 | 1:1 |     | 2:1 | 0:0 | 1:1 | 1:1 | 2:1 | 2:2 | 1:1 | 5:4 | 4:2 | 3:1 | 1:2 | 3:0 | 4:5 | 1:2 |
| GKS Kobierzyce                | 1:3 | 2:2 | 0:5 | 1:2 |     | 0:0 | 1:2 | 1:2 | 1:4 | 0:0 | 0:3 | 4:3 | 6:1 | 1:2 | 1:3 | 1:3 | 2:1 | 0:3 |
| Ilanka Rzepin                 | 2:2 | 1:0 | 1:4 | 1:3 | 3:1 |     | 1:1 | 0:1 | 0:1 | 1:2 | 2:3 | 3:2 | 2:3 | 1:0 | 3:3 | 2:4 | 1:2 | 1:2 |
| Lechia Dzierżoniów            | 1:1 | 0:1 | 2:1 | 2:0 | 1:1 | 2:1 |     | 1:2 | 0:1 | 0:1 | 3:1 | 1:0 | 3:3 | 7:1 | 0:3 | 3:0 | 0:1 | 2:0 |
| MKS Oława                     | 1:0 | 2:1 | 2:2 | 5:1 | 3:0 | 3:1 | 2:2 |     | 4:2 | 0:1 | 3:0 | 5:0 | 2:0 | 0:0 | 0:0 | 4:2 | 1:2 | 1:0 |
| Piast Karnin                  | 3:1 | 0:3 | 2:3 | 0:0 | 2:1 | 0:2 | 1:3 | 2:1 |     | 2:0 | 1:3 | 1:4 | 3:0 | 3:0 | 1:2 | 1:5 | 0:5 | 0:0 |
| Piast Żmigród                 | 3:3 | 3:2 | 0:4 | 2:0 | 2:0 | 3:2 | 1:1 | 1:2 | 0:2 |     | 1:0 | 2:2 | 2:0 | 3:2 | 2:3 | 1:0 | 0:2 | 2:1 |
| Polonia/Sparta Świdnica       | 0:1 | 3:0 | 1:6 | 0:1 | 3:1 | 2:1 | 1:2 | 0:1 | 3:2 | 0:1 |     | 2:0 | 5:1 | 4:0 | 3:0 | 1:2 | 0:4 | 1:0 |
| Polonia Trzebnica             | 2:1 | 2:0 | 2:2 | 1:0 | 1:0 | 1:2 | 1:1 | 2:6 | 3:2 | 0:1 | 0:1 |     | 2:0 | 1:1 | 1:3 | 0:2 | 3:3 | 1:2 |
| Prochowiczanka Prochowice     | 1:2 | 1:1 | 2:2 | 1:2 | 1:2 | 7:2 | 2:2 | 0:5 | 0:4 | 1:0 | 3:1 | 1:3 |     | 2:3 | 0:2 | 2:5 | 1:3 | 0:0 |
| Promień Żary                  | 2:0 | 2:2 | 0:5 | 1:1 | 2:2 | 3:2 | 0:2 | 1:4 | 0:2 | 0:0 | 0:2 | 3:2 | 1:1 |     | 0:2 | 0:1 | 1:1 | 2:0 |
| KS Stilon Gorzów Wielkopolski | 1:1 | 2:0 | 1:1 | 1:2 | 2:0 | 1:0 | 2:1 | 1:3 | 3:0 | 2:1 | 6:2 | 7:0 | 6:1 | 3:0 |     | 1:0 | 0:1 | 0:4 |
| Śląsk II Wrocław              | 6:0 | 0:0 | 2:2 | 1:2 | 1:1 | 8:2 | 1:0 | 0:1 | 2:2 | 4:4 | 2:0 | 1:4 | 1:1 | 2:0 | 2:0 |     | 0:1 | 1:0 |
| Ślęza Wrocław                 | 1:1 | 0:0 | 3:3 | 1:0 | 3:0 | 2:1 | 3:1 | 1:1 | 4:0 | 3:0 | 1:1 | 2:1 | 5:1 | 2:0 | 2:1 | 6:1 |     | 1:1 |
| Zagłębie II Lubin             | 4:0 | 1:2 | 2:2 | 1:1 | 4:0 | 3:0 | 3:2 | 2:0 | 5:1 | 4:1 | 5:1 | 5:0 | 5:0 | 3:1 | 1:3 | 4:0 | 2:1 |     |

Aktualne na 8 czerwca 2014. Źródło: 90minut
Objaśnienia:
1Drużyna gospodarzy jest wymieniona po lewej stronie tabeli.
Kolory: zielony – zwycięstwo gospodarzy, żółty – remis, różowy – zwycięstwo gości.
Mistrz jesieni 2013/2014: KS Stilon Gorzów Wielkopolski
Kwalifikacja do baraży o II ligę: Ślęza Wrocław
Spadek do IV ligi: Ilanka Rzepin, Prochowiczanka Prochowice, GKS Kobierzyce, Promień Żary